# Delvin N’Dinga
Delvin Chanel N'Dinga (Pointe Noire, 1988. március 14. –)  kongói válogatott labdarúgó.
A kongói válogatott tagjaként részt vesz a 2015-ös afrikai nemzetek kupáján.

## Sikerei, díjai
AS Monaco
- Francia másodosztályú bajnok (1): 2012–13

Olimbiakósz
- Görög bajnok (1): 2013–14